# Třída U 3 (1909)
Třída U 3 byla třída pobřežních ponorek německé Kaiserliche Marine z období první světové války. Celkem byly postaveny dvě jednotky. Ve službě byly v letech 1908–1919. Byl to první typ německých ponorek postavených ve více než jednom kuse. Po celou službu byly využívány ve výcviku. Po válce byly obě poslány do šrotu, ovšem U 3 se ještě předtím potopila při vlečení na místo rozebrání.

## Stavba
Německá loděnice Kaiserliche Werft Danzig v Danzigu postavila dvě ponorky tohoto typu, který nesl označení projekt 12.
Jednotky třídy U 3:
| Jméno | Loděnice  | Založení kýlu | Spuštění na vodu | Vstup do služby  | Osud |
| ----- | --------- | ------------- | ---------------- | ---------------- | --- |
| U 3   | KW Danzig | 1907          | 27. března 1909  | 29. května 1909  | Dne 17. listopadu 1911 se pži své první plavbě potopila se ztrátou dvou životů, druhý den byla vyzvednuta. Příčinou bylo selhání ventilu, kterým do ponorky pronikla voda. Po válce připadla v rámci reparací Velké Británii. Roku 1918 se potopila během vlečení do Prestonu k sešrotování. |
| U 4   | KW Danzig | 1907          | 18. května 1909  | 1. července 1909 | V letech 1919–1920 sešrotována. |

## Konstrukce

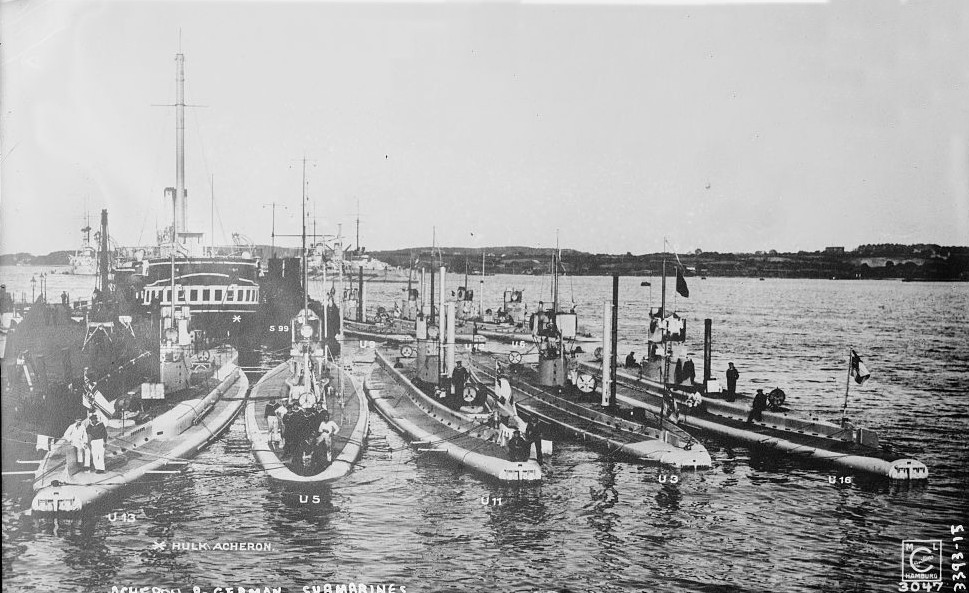
Skupina německých ponorek (SM U-3 druhá zprava)

Výzbroj tvořily čtyři 450mm torpédomety (dva příďové a dva záďové) se zásobou šesti torpéd. Pohonný systém tvořily dva motory Körting na petrolej o výkonu 600 bhp a dva elektromotory Siemens-Schuckert Werke o výkonu 1030 shp, pohánějící dva lodní šrouby. Nejvyšší rychlost dosahovala 11,8 uzlu na hladině a 9,4 uzlu pod hladinou. Dosah byl 1800 námořních mil při rychlosti 12 uzlů na hladině a 55 námořních mil při rychlosti 4,5 uzlu pod hladinou. Operační hloubka ponoru dosahovala 30 metrů.

### Modifikace
Během služby vyzbrojeny 50mm kanónem (5 cm SK L/40).